# Pisică leopard
Pisica leopard (Prionailurus bengalensis) este o felină de talie mică originară din Asia de Sud, Asia de Sud-Est și Asia de Est. Din anul 2002 a fost inclusă în Lista roșie a IUCN, în categoria LC (least concern - cu probabilitate mică de dispariție), deoarece este încă întâlnită pe scară largă, deși este amenințată de pierderea habitatului și a teritoriilor sale de vânătoare.
O subspecie a sa, „Pisica leopard de Amur” este mai rară. Populează valea fluviului Amur, care este frontiera între Rusia, China și Coreea de Nord. Are blana mai roșiatică decât pisicile leopard asiatice, și se aseamănă cu „pisicile pescar” la câteva părți ale corpului.

## Subspecii
- Prionailurus bengalensis bengalensis — pisica indiană, este larg răspândită în India și Indochina;
- Prionailurus bengalensis chinensis — locuiește in China si Taiwan;
- Prionailurus bengalensis horsfieldi — locuiește pe teritoriul de la Kashmir la Sikkim;
- Prionailurus bengalensis iriomotensis — trăiește pe insula Iriomote, de multe ori a fost considerată o specie separată;
- Prionailurus bengalensis euptilurus — pisica leopard de Amur locuiește în sudul râului Amur, Primoria și China de Nord-Est.

## Pisici leopard și hibrizi ca animale de companie
Studiile arheologice și morfometrice au arătat că prima specie de pisică care a devenit domestică în China neolitică a fost pisica leopard. Cu toate acestea, pisicile au fost în cele din urmă înlocuite cu pisici de stepă din Orientul Mijlociu 
Menținerea unei pisici leopard ca animal de companie poate necesita o autorizație specială în unele localități.